# 香蜜湖街道
香蜜湖街道是中国广东省深圳市福田区下辖的一个街道，位于福田区的西部。总面积9.98平方公里。总人口约10.5万人，其中常住人口3.5万人、暂住人口6.9万人。
香蜜湖街道是於1989年4月21日經深圳市政府成立。名称取自街道内的小湖泊——香蜜湖，著名的香蜜湖度假村坐落于此。

## 行政区划
香蜜湖街道管辖：
竹林社区、香安社区、香梅社区、香岭社区、香蜜社区、东海社区、竹园社区、建业社区、农园社区和翠香社区。

## 地理
香蜜湖街道範圍东起香梅路，西止侨城东路，南临深南路，北止北环路；下辖香安、香梅、香岭、竹林、竹园、农园、香蜜、东海等8个社区工作站（居民委员会）。
香蜜湖街道主要以住宅區为主，但西面农园、东海則有商業大廈組群。
而在香蜜湖街道最北端，則設有安托山石礦場，是深圳市內最大的石礦場，已於2004年停止開採，並在2014年歸還予市政府。

## 经济
香蜜湖街道以商業總部為主，包括招商銀行總部大廈在内的车公庙办公区正位於此。此外，以东海城市广场、深国投广场、丰盛町为主的大中型购物中心分布其中。

## 交通

### 地铁
- █深圳地铁1号线（香蜜湖站、車公廟站、竹子林站）
- █深圳地铁2号线（香梅北站—深康站）
- █深圳地铁7号线（車公廟站—安托山站）
- █深圳地铁9号线（車公廟站、香梅站）

### 道路
- 香蜜湖路
- 北環大道
- 深南路